# Gastrodia flavilabella
Gastrodia flavilabella är en orkidéart som beskrevs av Shao Shun Ying. Gastrodia flavilabella ingår i släktet Gastrodia och familjen orkidéer. Inga underarter finns listade i Catalogue of Life.